# スコット・チッパーフィールド
スコット・ケネス・チッパーフィールド（英語: Scott Kenneth Chipperfield、1975年12月30日 - ）は、オーストラリア・シドニー出身の元同国代表サッカー選手。現役時代のポジションはMF（左サイドハーフ）。オーストラリアとスイスの二重国籍である。

## 来歴
ウロンゴンFC時代にはスクールバスのドライバーのパートタイマーとして働きながらプレーをしていた。
2000年、2001年とNSL2連覇。2001年オセアニアクラブ選手権決勝でバヌアツの強豪タフェアFC相手に決勝点を挙げ（1-0）、優勝に貢献した。その結果ジョニー・ウォーレン・メダルを2年連続、ジョー・マーストン・メダルを1度獲得した。
2001年夏にスイス・スーパーリーグのFCバーゼルに移籍。そこで中心選手として7度のリーグ優勝、5度のカップ優勝に貢献した。

## 私生活
息子のリアム・チッパーフィールドもバーゼルの下部組織出身のサッカー選手。

## 所属クラブ
- 1996 - 2001  ウロンゴンFC
- 2001 - 2012  FCバーゼル
- 2012 - 2014  FCエシュ

## 代表歴

### 出場大会
- オーストラリア代表
  - 1998年9月25日 - A代表初出場 - フィジー代表戦
  - 2001年 コンフェデレーションズカップ (3位)
  - 2005年 コンフェデレーションズカップ (グループリーグ敗退)
  - 2006年 ワールドカップ (ベスト16)

### 試合数
- 国際Aマッチ 68試合 12得点（1998年-2010年）[2]

| オーストラリア代表 | 国際Aマッチ | 国際Aマッチ |
| 年                 | 出場        | 得点        |
| ------------------ | ----------- | ----------- |
| 1998               | 3           | 1           |
| 1999               | 0           | 0           |
| 2000               | 7           | 1           |
| 2001               | 9           | 4           |
| 2002               | 5           | 2           |
| 2003               | 3           | 0           |
| 2004               | 6           | 1           |
| 2005               | 11          | 2           |
| 2006               | 9           | 0           |
| 2007               | 2           | 0           |
| 2008               | 3           | 1           |
| 2009               | 5           | 0           |
| 2010               | 5           | 0           |
| 通算               | 68          | 12          |

## タイトル

### 個人
- ジョニー・ウォーレン・メダル : 1999-2000, 2000-01
- ジョー・マーストン・メダル : 1999-2000